# 清漳西源
清漳西源，古称轑阳水，也称西漳水，位于中华人民共和国山西省东部，是清漳河源流之一，发源于和顺县横岭镇关上村以北人头山南麓，蜿蜒向东南流经横岭镇、阳光占乡、左权县石匣乡、县城辽阳镇、粟城乡等地，于粟城乡上交漳村东南与清漳东源相汇组成清漳河。河长106.5千米，控制流域面积1570平方千米，年径流量5726万立方米。干流中游建有大型水库后湾水库。